# Cootamundra Shire
Cootamundra Shire var ett lokalt självstyresområde i Australien. Det låg i delstaten New South Wales, i den sydöstra delen av landet, omkring 300 kilometer väster om delstatshuvudstaden Sydney. Området hade 7 625 invånare 2016.
Cootamunda Shire slogs samman med Gundagai Shire i maj 2016 och bildade Cootamundra-Gundagai Region.